# Бемар, Ян Готхольд
Ян Готхольд Бемар, немецкий вариант — Йоганн Готхольд Бёмар (в.-луж. Jan Gotthold Běmar, нем. Johann Gotthold Böhmer, 29 марта 1706 года, деревня Будестецы, курфюршество Саксония — 1 сентября 1783 года, Будишин, курфюршество Саксония) — лютеранский священнослужитель и серболужицкий писатель.

## Биография
Родился 12 марта 1706 года в деревне Будестецы в семье лютеранского пастора и серболужицкого переводчика Библии Яна Бемара. После окончания будишинской гимназии изучал с 1725—1727 года теологию в Йене и в 1727—1728 годах — Лейпциге. До 1734 года работал домашним учителем. С 1730 года по 1732 год обучал своего родного брата Готтрау. В 1734 году был назначен настоятелем в лютеранский приход в серболужицкой деревне Холм. В 1742 году был направлен в деревню Долга-Борщ, где служил до 1745 года, когда был назначен настоятелем лютеранской общины в Будишине. С 1755 года по 1770 года служил диаконом и после до своей смерти в 1783 году служил архидиаконом в церкви святого Петра в Будишине.
Написал несколько научно-популярных философских сочинений на немецком языке, которые издавал под псевдонимом. Некоторые его сочинения выдержали несколько изданий.
Младший брат Яна Готхельфа и старший брат Яна Готтрау. Его сын Эрнст Иммануэль Бемар был лютеранским настоятелем в деревне Клетно.

## Сочинения
- Joh. Albr. Bengels prophetische Zeitrechnung. Leipzig 1751, 1773
- Das Zeugnis der ersten jüdischen und christlichen Kirche von dem göttlichen Ursprunge der heiligen Schrift. Budissin 1756.
- Zwei Gespräche von der Unsterblichkeit der Seele zwischen einem Bauer und einem Offizier, welcher ein Materialist ist. Budissin 1760, Leipzig 1768.